# Juan Sabia (matemático)
Juan Vicente Rafael Sabia (Buenos Aires, 16 de septiembre de 1962) es un doctor en Ciencias Matemáticas, profesor, divulgador y comunicador de la ciencia, investigador y escritor argentino. Escribió libros de texto, de divulgación y de ficción, así como diversos artículos científicos. Resultó ganador de varios premios literarios.

## Trayectoria
Juan Sabia se doctoró en la Facultad de Ciencias Exactas y Naturales de la Universidad de Buenos Aires en 1992 con su Tesis "Un Algoritmo efectivo para el Teorema de los Ceros de Hilbert".
Sabia se inició en el ámbito de la narrativa en 1996, formando parte de la antología del Concurso Nacional para Jóvenes Narradores "Haroldo Conti", de la Subsecretaría de Cultura de la Provincia de Buenos Aires.
Sabia se desempeña como profesor en el Instituto Lenguas Vivas, en la Universidad de Buenos Aires y forma parte del Consejo Nacional de Investigaciones Científicas y Técnicas (CONICET) como investigador idependiente.
En 2007 se publicó la novela El anotador, su primer libro para público infantil.
Es autor, junto a la matemática y profesora argentina Alicia Dickenstein, de la versión bilingüe de Matemax (español-inglés).
A lo largo de su carrera ha participado de numerosas actividades de divulgación y comunicación de la matemática. Como comunicador, divulgador y docente busca mostrar que la matemática está presente en todas partes y que, por lo tanto, resulta útil para comprender los fenómenos que suceden en la vida cotidiana.
En 2011 fue jurado del concurso literario en el marco del evento por los 50 años de Clementina, la primera computadora científica de Argentina, así como también lo fue para el concurso del Fondo Nacional de las Artes de ese mismo año.

## Reconocimientos y premios
- 1993 - Premio del diario La Nación de cuentos. Una selección de cuentos de El jardín desnudo recibió el Premio La Nación 1993, otorgado por un jurado internacional.[15]
- 1998 - Primer Premio para libro de cuentos inéditos del Fondo Nacional de las Artes.[16]
- 1999 - Tercer Premio del Concurso de Literatura de la Ciudad de Buenos Aires por su libro El jardín desnudo.[16]

## Publicaciones
- El jardín desnudo (1999).[17]
- El anotador (2007).[18]
- Matemática hasta en la sopa (2017). Ediciones Iamiqué.[19]
- Las mediciones no fueron siempre así (2019). Ediciones Iamiqué.[20]
- Matemax (2020).[3]